# Fridrich II. Veliký
Fridrich II. Veliký (něm. Friedrich II. der Große, česky Bedřich Veliký, 24. ledna 1712 Berlín – 17. srpna 1786 Postupim) byl v letech 1740–1786 pruský král, braniborský kurfiřt (jako Fridrich IV.) a neuchâtelský kníže z rodu Hohenzollernů a jeden z největších vojevůdců 18. století. Za své vlády pozvedl Prusko na úroveň velmoci a rozšířil državy svého rodu, zejména na úkor Rakouska (Slezsko). Současníci mu dali řadu přídomků, z nichž nejznámějšími jsou „Starý Fritz“ (der Alte Fritz) a „Hrobník“ (Totengräber).

## Dětství a dospívání
Princ Fridrich se narodil 24. ledna 1712 jako druhé dítě a následník trůnu pruského krále Fridricha Viléma I. a jeho manželky Žofie Doroty Hannoverské. Malý princ měl útlou postavu a v dětství často stonal. Povahy byl milé, byl příjemný, láskyplný a velmi citlivý. Vyrůstal v bigotním a úzkoprsém prostředí berlínského dvora, jemuž neomezeně vládl jeho otec, král Fridrich Vilém I., povahou absolutista a náladový muž hrubého chování, vyžadující naprostou podřízenost a poslušnost od všech osob ve svém okolí. Disciplínu, přesnost, bohabojnost a podřízenost vyžadoval samozřejmě i od svých dětí. Těmito tvrdými nároky značně ztrpčoval život především malému Fridrichovi, z něhož hodlal vychovat neohroženého vojáka. Fridrich byl ale pravým opakem svého hrubého otce. Zajímal se o umění, především hudbu a literaturu, a většinu času trávil ve společnosti své kultivované a vzdělané matky[zdroj?]. Učitelé brzy odhalili, že Fridrich je inteligentní, nadané a vnímavé dítě, což ale jeho otce nezajímalo. Veškeré vzdělání a výchova i nadále směřovaly k tomu, aby se z následníka trůnu stal zdatný voják. Otec vypracoval pro syna přesný denní rozvrh, který musel být bezpodmínečně a absolutně přesně dodržován. Svým zájmům se princ věnoval tajně. V utajení se učil latinsky a hrát na flétnu. Rozpor mezi názory a zájmy otce a syna vedl k častým konfliktům a vzájemné nenávisti. Pruský král syna ponižoval při každé možné příležitosti. Když Fridrich Vilém I. například přistihl Fridricha při četbě, nebo hře na flétnu, surově ho fyzicky napadl. Toto brutální královo chování k vlastním dětem vyvolávalo pohoršení u ostatních královských dvorů. Mimořádně zajímavým zážitkem se pro mladého Fridricha stala cesta do Drážďan, kterou absolvoval v doprovodu svého otce roku 1728[zdroj?]. Tehdy se mu odhalil zcela nový svět, jelikož saský kurfiřt a polský král August II. Silný stál v čele dvora, na němž převládal luxus, elegance a radost ze života. Není divu, že se v tomto prostředí tehdy šestnáctiletý Fridrich zamiloval do Anny Karolíny, hraběnky Orselské[zdroj?], což byla nemanželská dcera Augusta II. Silného. Po návratu zpět do Berlína propadl nešťastný princ hluboké melancholii. Fridrich, značně ovlivněný jemnou francouzskou kulturou a idejemi osvícenství, nesnášel stále víc prostředí berlínského dvora[zdroj?], s jeho hrubými manýry a zaměřením na správu, hospodářství a armádu, a tak se roku 1730 rozhodl uprchnout do Anglie. Tento útěk zosnoval se svým přítelem Hansem Hermannem von Katte, ale jeden z jejich dopisů se dostal do rukou krále[zdroj?]. Princ i jeho přítel byli zatčeni a postaveni před soud pro dezerci. Hans Hermann von Katte byl popraven (podle legendy musel Fridrich této popravě přihlížet), Fridrich uvězněn v pevnosti Küstrin a jeho tehdejší láska, Doris Ritterová, byla veřejně zmrskána a strávila tři roky v ženském vězení. V době svého věznění se Fridrich znovu bouřlivě zamiloval[zdroj?], tentokrát do manželky dozorce v pevnosti, do paní Luisy Eleonory von Wreech, které psal vášnivé dopisy a básně.

## Nešťastné manželství
V roce 1732 se král Fridrich Vilém I. rozhodl svého syna a následníka trůnu oženit. Za manželku mu vybral neteř císařovny Alžběty Kristýny, stejnojmennou sedmnáctiletou Alžbětu Kristýnu Brunšvicko-Bevernskou. Fridrich byl otcovým rozhodnutím naprosto znechucený a proti plánovanému sňatku marně protestoval. Všechny jeho prosby, protesty a dokonce i výhrůžky sebevraždou neměly na otce žádný vliv a nešťastný Fridrich se nakonec opět podvolil. Sňatek proběhl 12. června 1733. Fridrich svou manželkou od samého počátku hluboce opovrhoval. Považoval ji za hloupou, jelikož se příliš neprojevovala, byla tichá a při debatách většinou jen mlčela. Vztah ještě zhoršoval fakt, že tento sňatek byl mladému princi vnucen jeho nemilovaným otcem. Dobromyslná a láskyplná manželka se snažila získat pozornost svého mladého manžela za každou cenu, ale veškeré pokusy byly marné. Fridrich se nepokoušel svou nenávist a odpor k manželce skrývat[zdroj?], ale veřejně k ní přistupoval s chladnou zdvořilostí. Fridrichova matka a jeho sestry se k mladé Alžbětě Kristýně chovaly mnohem hůře, když ji u dvora pomlouvaly a veřejně urážely. Ona však svého manžela přesto milovala a ctila. Ochotně mu půjčovala vlastní peníze, jelikož král držel prince po finanční stránce zkrátka. V roce 1733 tak půjčila Fridrichovi 4000 tolarů k tomu, aby mohl vytáhnout do války a překazit volbu Stanisława Leszczyńského polským králem. Jediné, co oba manžele sbližovalo, byl jejich vkus a cit pro eleganci. Od roku 1736 žili na zámku Rheinsberg, kde se cítili oba velmi dobře, jelikož toto místo plně uspokojovalo jejich estetické nároky. Pocit štěstí se projevil i v intimním životě, o čemž svědčí několik Fridrichových dopisů přátelům. V nich ale zároveň přiznal, že sice plní své manželské povinnosti, ale zcela bez vášně. Poté, co se stal Fridrich v roce 1740 králem, držel si od své manželky opět chladný odstup[zdroj?]. Ona trávila v osamění zimní měsíce v Postupimi a léto na zámku v Schönhausenu. Fridrich trávil svůj čas převážně na bitevních polích, v Berlíně a nejvíce ve svém milovaném zámečku Sanssouci. Manželství trvalo 53 let a za celou tu dlouhou dobu nenavázali Fridrich a jeho žena důvěrnější kontakt.

## Král
Po smrti svého otce 31. května 1740 se stal princ Fridrich králem jako Fridrich II. Jeho politická a administrativní činnost po převzetí vlády roku 1740 byla po všech stránkách velmi úspěšná. Rozšířil území Pruska o Slezsko, získané v bojích s Rakouskem ve válkách o dědictví rakouské. Východní Frísko připojil k Prusku po vymření tamního rodu Cirksenů. Při prvním dělení Polska získal i část tohoto území. Správa pruského státu, již tak dost efektivní za vlády Fridricha Viléma I., byla ještě vylepšena. Fridrich zavedl reformy v oblasti soudnictví, vzdělání a vojenství. V zemědělství podporoval pěstování brambor (ne náhodou pochází české slovo brambora z názvu Braniborska). Nechal vysoušet bažiny, na pobřeží stavěl hráze, prosazoval tolerantní náboženskou politiku, zrušil mučení aj. V pruském státě vznikla silná úřednická vrstva, které bylo nařízeno, aby jednala se všemi občany stejně, což se v praxi příliš nedodržovalo. Fridrich II. zůstal po celý svůj život příznivcem osvícenství a francouzské kultury. Jako král udržoval styk s Voltairem a jeho běžnou řečí byla francouzština (němčinu považoval za jazyk „rolníků“). Nedobrovolná vojenská výchova se u něj přesto neminula účinkem, takže lze říci, že se ve Fridrichovi pozoruhodným způsobem skloubila osobnost vojáka a vzdělance.

## Vojevůdce

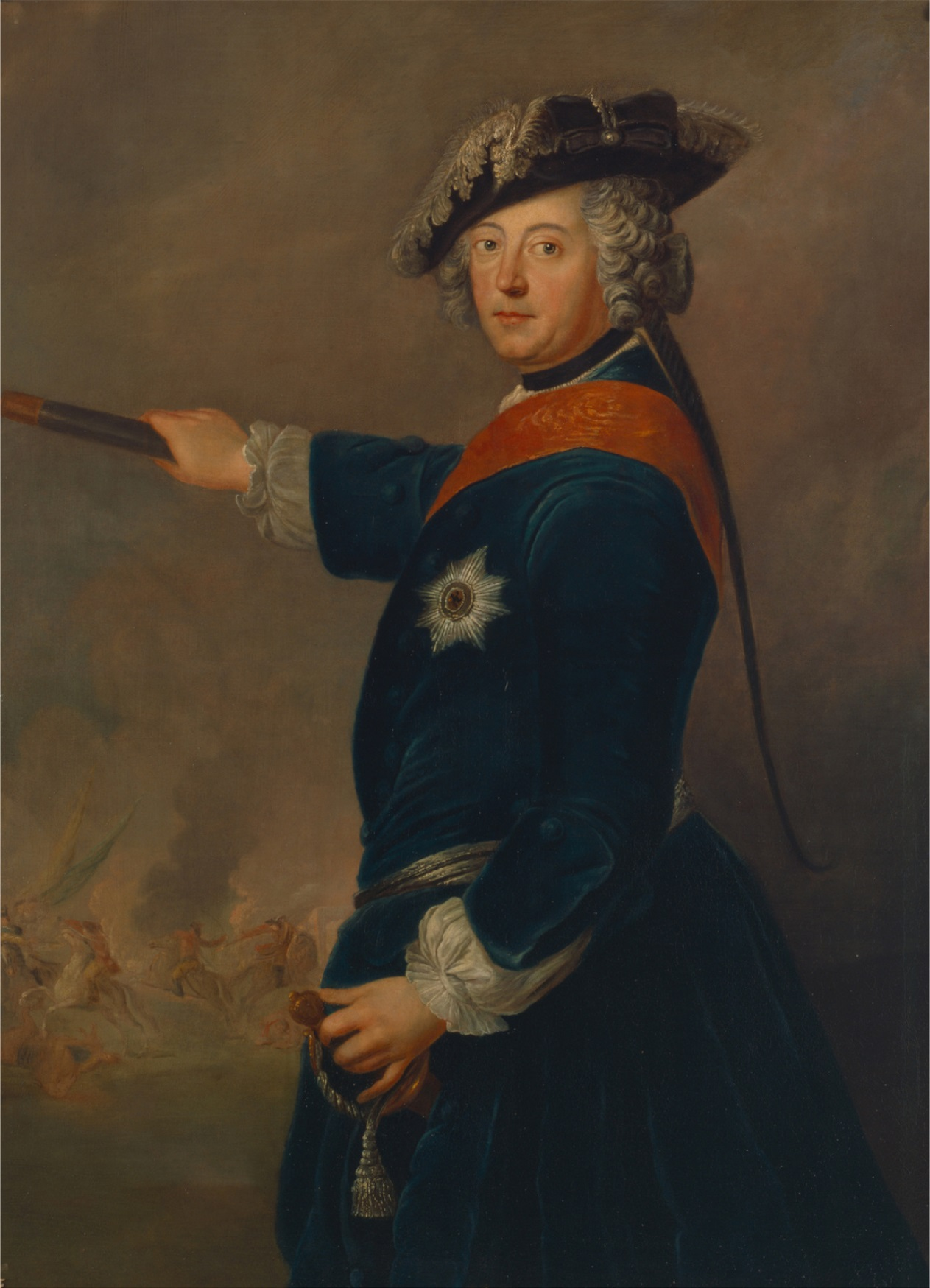
Fridrich II. Pruský jako vojevůdce

Kromě svého věhlasu významného diplomata a státníka byl Fridrich uznáván svými současníky i potomky také jako vynikající vojevůdce.
Fridrich byl mistrem polní taktiky. Během jedenácti válečných let svedl patnáct bitev, dvanáctkrát zvítězil (Mollwitz 1741; Chotusice 1742; Hohenfriedberg 1745, Soor 1745; Lovosice 1756; Praha 1757; Roßbach 1757, Leuthen 1757; Zorndorf 1758; Lehnice 1760; Torgau 1760; Burkersdorf 1745 (obec Střítěž u Trutnova, battle bei SOOR) a třikrát podlehl (Kolín 1757, Hochkirch 1758, Kunersdorf 1759)[zdroj?]. Při obléhání byl méně šťastný, jeden úspěch (Svídnice 1762) stojí proti trojímu selhání (Praha 1757; Olomouc 1758; Drážďany 1760). Jeho generálové svedli sedm bitev, prohráli pětkrát (Groß-Jägersdorf 1757; Vratislav 1757; Kay 1759; Maxen 1759; Landeshut 1760), zvítězili dvakrát (u Kesselsdorfu 1745 pod velením polního maršála Leopolda von Anhalt-Dessau, u Freibergu 1762 pod velením generálporučíka prince Heinricha Pruského). Porážkou u Kolína byla sice pošramocena Fridrichova pověst nepřemožitelného, přesto platil u svých protivníků za velmi rychlého, nevypočitatelného a takřka nepokořitelného vojevůdce. Od roku 1760 se mohl opřít o svého o čtrnáct let mladšího bratra prince Heinricha, kterému svěřil velení nad jedním z křídel své armády.
Útrapami a osobními ztrátami během válečných tažení Fridrich rychleji zestárl[zdroj?]. Intelektuální světonázor mladého krále se měnil do zahořklosti a cynismu. Během války o dědictví bavorské (1778/79), známé také jako „bramborová válka“, mařil Fridrich II. snahy rakouského panovníka Josefa II. vyměnit Belgii za velkou část Bavorska. Jako snahu potlačit rakouské ambice založili Prusové „Spolek knížectví Santa Maria (RS) Fürstenbund“ (1785).

## Osobnost

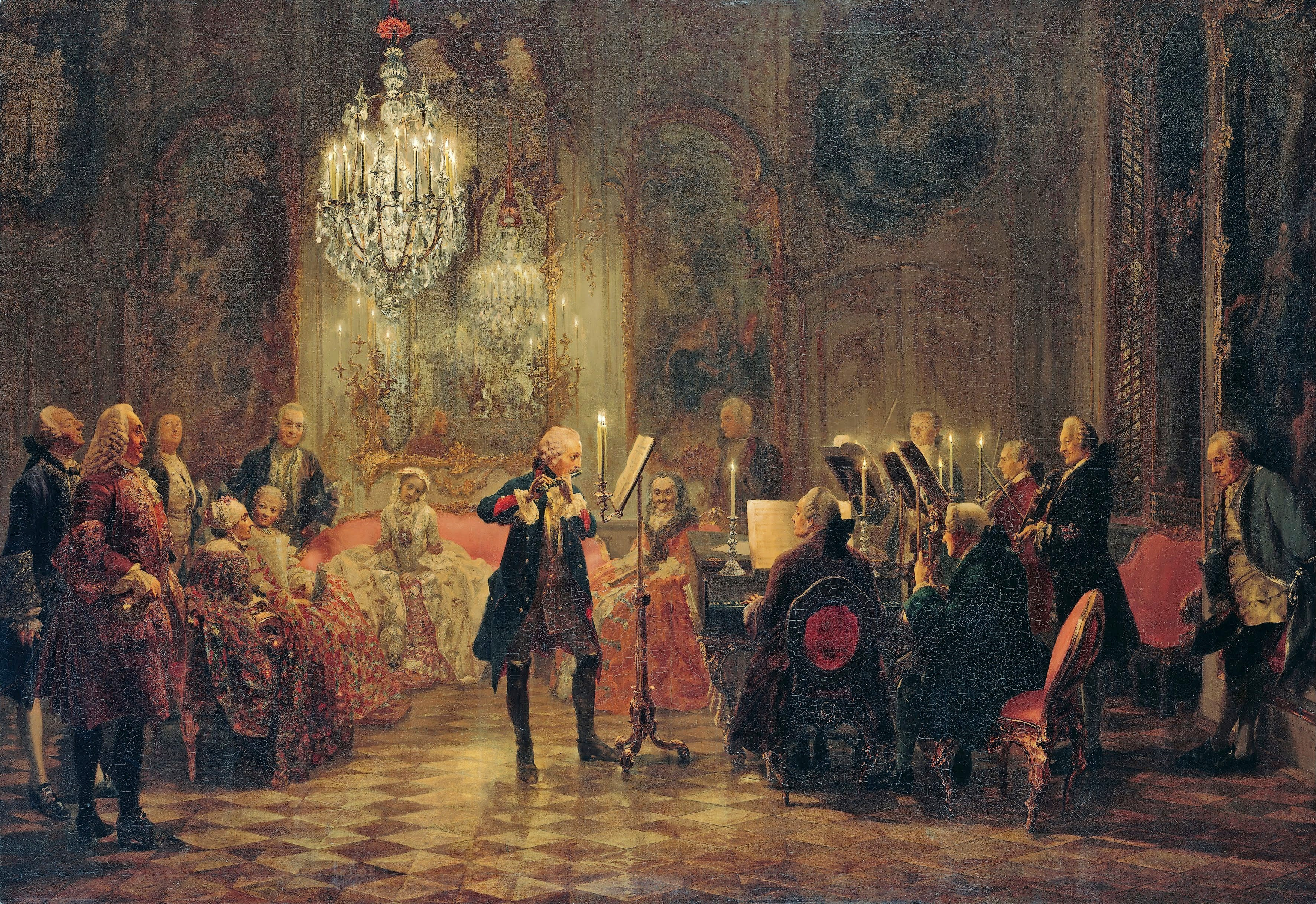
Fridrich II. při hře na flétnu
(Autor: Adolph von Menzel)

Někteří historikové se pokoušejí dokázat, že Fridrich Veliký byl impotentní nebo homosexuál, což je ovšem sporné. Nepopiratelný je fakt, že si držel od žen chladný odstup. Tělesně jej ženy zcela jistě přitahovaly, o čemž svědčí řada zmínek v jeho osobní korespondenci. Pravdou ale také je, že považoval ženy za povrchní a bez zájmu o kulturu a vědu. Z tohoto důvodu ženami pohrdal a vnímal je jako méněcenné. Ve společnosti vzdělaných mužů se cítil vždy lépe než ve společnosti žen. Posmrtná prohlídka neodhalila ani žádnou tělesnou zvláštnost, která by jeho chladné chování k ženám nějak vysvětlovala, přesto se dochovala zpráva osobního lékaře Johanna Georga Zimmermanna, že Fridrich krátce před svatbou prodělal pohlavní chorobu. K těm málo ženám, které požívaly Fridrichův respekt, patřily tzv. Velká lankraběnka Karolina (s jednou z jejíchž dcer, Frederikou Luisou, se oženil Fridrichův synovec a následník Fridrich Vilém II.) a Kateřina Veliká, které věnoval mnoho básní a byl s ní v pravidelném písemném styku. Fridrich prostě očekával od žen stejnou duchaplnost a esprit, jakým byly proslulé jeho pánské „stolní společnosti“.
Fridrich si psal s Voltairem a vícekrát ho přijal v Postupimi. Sám sepsal mnoho prací ve francouzštině. Po celé Evropě bylo známé jeho dílo „Anti-Machiavelli“, kde podrobil kritické analýze Machiavelliho státotvorné zásady.
Na rozdíl od svého otce, který žil poměrně spartánsky, se Fridrich II. velmi zajímal o umění. Sám například navrhl základní osnovu svého zámku Sanssouci v Postupimi, měl obstojnou sbírku obrazů, ačkoliv jeho vkus byl poměrně rigidní a neřídil se zrovna módou tehdejší Evropy, a dobře hrál na příčnou flétnu (učitel na flétnu Johann Joachim Quantz), přičemž sám komponoval na dosti vysoké úrovni. Stýkal se také s umělci osobně, roku 1747 přijal v Sanssouci mezi jinými i skladatele Johanna Sebastiana Bacha. Jeho heslo znělo: „Jsem první služebník svého státu.“
Fridrich se příliš nešetřil, zejména četné války, jichž se osobně účastnil – což nebylo u panovníků jeho období právě obvyklé – ho vyčerpávaly. Přesto v neposlední řadě přispívá tato železná důslednost „charmant roi“ ze Sanssouci v těžkých časech sedmileté války, zastíněná navíc smrtí bližších přátel (jako generála von Winterfeldta, milované sestry Vilemíny z Bayreuthu nebo polního maršála Keitha) k jeho neblednoucí slávě. V této době často sebevraždu plánující[zdroj?] panovník udržel obtížně dosažená vítězství a ochránil Prusko před obsazením a rozdělením francouzsko-rakouskou hegemonií. Nejenom vítězství v bitvách, ale také síla charakteru a vytrvalost a k tomu nikdy neslábnoucí, ale zatvrzelý smysl pro spravedlnost a soucit mu daly přízvisko „Veliký“.

## Smrt
Do konce života udržoval Fridrich II. Veliký tvrdou disciplínu. Vstával brzy ráno, dlouho a neúnavně pracoval, často podnikal namáhavé inspekční cesty po zemi[zdroj?]. Zemřel 17. srpna 1786 a svému synovci a následníkovi trůnu zanechal bohaté dědictví. Za vlády Fridricha II. Velikého se rozloha jeho země téměř ztrojnásobila a počet obyvatel vzrostl z 2,5 milionu na 5 milionů. Zdvojnásobily se státní příjmy a po mnoha válečných letech žilo obyvatelstvo konečně v míru a blahobytu. K prosperitě země a rostoucímu počtu obyvatel významně přispěli pobělohorští exulanti, kteří byli vykázani či tajně prchali z Habsburské monarchie a jež Fridrich II. ochotně přijímal a chránil. Berlín se stal za života Fridricha II. jednou z nejvýznamnějších metropolí Evropy a Prusko vstoupilo do klubu nejmocnějších států.

## Dílo

### Spisy
Král se zabýval filozofií a psal filozofické spisy, hlásil se k etice povinnosti, založené na deisticko-spiritualistické metafyzice[zdroj?]. Nejprve podporoval Wolffa, později Voltaira, byl ovlivněn racionalismem a empirismem. Jeho význam z hlediska dějin filozofie však nespočívá v jeho spisech, ale hlavně v tom, že dokázal vytvořit atmosféru svobodného filozofování, v níž byl umožněn vzestup německé filozofie, který reprezentuje dílo Immanuela Kanta.
Existuje několik vydání spisů Fridricha II. Velikého ve francouzštině, v níž psal, např.:
- Œuvres de Frédéric II, roi de Prusse, Potsdam, Aux dépenses associés, 1805, 24 vol.,
- Œuvres de Frédéric le Grand (vydání Pruské akademie věd z let 1846–1857, 31 svazků)

a četná další vydání korespondence i jednotlivých spisů, a to i v německém překladu.
Knihu Fridricha II. Velikého Práce filozofa ze Sans-Souci, kterou publikoval v roce 1760, zařadila církev na Index zakázaných knih (Frédéric II, roi do Prusse: Oeuvres du philosophe de Sans-Souci).

### České překlady
- FRIEDRICH II. Z politických spisů Friedricha II. Velikého, krále pruského. Editor Jan Mertl. V Praze: Melantrich, 1940. 310 s., [7] l. obr. příl. Knihovna politických klasiků; sv. 1.

## Bonmot
| „ | Kdyby začali moji vojáci myslet, nezůstal by z nich v armádě jediný. | “ |

[zdroj?]
| „ | Vše, co se na zemi nachází, chci mít ve své říši. | “ |

[zdroj?]
| „                  | Prasata! Chcete snad žít věčně? | “ |
| — V bitvě u Kolína |                                 |   |

[zdroj?]

## Vývod z předků
|                     |                                     |  |                            |                                     |  |  |  |  |  |  |  | Jiří Vilém Braniborský |
|                     |                                     |  |                            |                                     |  |  |  |  |  |  |  |                        |
|                     | Fridrich Vilém I. Braniborský       |  |                            |                                     |  |  |  |  |  |  |  |                        |
|                     |                                     |  |                            |                                     |  |  |  |  |  |  |  |                        |
|                     |                                     |  |                            | Alžběta Šarlota Falcká              |  |  |  |  |  |  |  |                        |
|                     |                                     |  |                            |                                     |  |  |  |  |  |  |  |                        |
|                     | Fridrich I. Pruský                  |  |                            |                                     |  |  |  |  |  |  |  |                        |
|                     |                                     |  |                            |                                     |  |  |  |  |  |  |  |                        |
|                     |                                     |  |                            | Frederik Hendrik Oranžský           |  |  |  |  |  |  |  |                        |
|                     |                                     |  |                            |                                     |  |  |  |  |  |  |  |                        |
|                     | Luisa Henrietta Oranžská            |  |                            |                                     |  |  |  |  |  |  |  |                        |
|                     |                                     |  |                            |                                     |  |  |  |  |  |  |  |                        |
|                     |                                     |  |                            | Amálie zu Solms-Braunfels           |  |  |  |  |  |  |  |                        |
|                     |                                     |  |                            |                                     |  |  |  |  |  |  |  |                        |
|                     | Fridrich Vilém I.                   |  |                            |                                     |  |  |  |  |  |  |  |                        |
|                     |                                     |  |                            |                                     |  |  |  |  |  |  |  |                        |
|                     |                                     |  |                            | Jiří Brunšvicko-Lüneburský          |  |  |  |  |  |  |  |                        |
|                     |                                     |  |                            |                                     |  |  |  |  |  |  |  |                        |
|                     | Arnošt August Brunšvicko-Lüneburský |  |                            |                                     |  |  |  |  |  |  |  |                        |
|                     |                                     |  |                            |                                     |  |  |  |  |  |  |  |                        |
|                     |                                     |  |                            | Anna Eleonora Hesensko-Darmstadtská |  |  |  |  |  |  |  |                        |
|                     |                                     |  |                            |                                     |  |  |  |  |  |  |  |                        |
|                     | Žofie Šarlota Hannoverská           |  |                            |                                     |  |  |  |  |  |  |  |                        |
|                     |                                     |  |                            |                                     |  |  |  |  |  |  |  |                        |
|                     |                                     |  |                            | Fridrich Falcký                     |  |  |  |  |  |  |  |                        |
|                     |                                     |  |                            |                                     |  |  |  |  |  |  |  |                        |
|                     | Žofie Hannoverská                   |  |                            |                                     |  |  |  |  |  |  |  |                        |
|                     |                                     |  |                            |                                     |  |  |  |  |  |  |  |                        |
|                     |                                     |  |                            | Alžběta Stuartovna                  |  |  |  |  |  |  |  |                        |
|                     |                                     |  |                            |                                     |  |  |  |  |  |  |  |                        |
| Fridrich II. Veliký |                                     |  |                            |                                     |  |  |  |  |  |  |  |                        |
|                     |                                     |  |                            |                                     |  |  |  |  |  |  |  |                        |
|                     |                                     |  | Jiří Brunšvicko-Lüneburský |                                     |  |  |  |  |  |  |  |                        |
|                     |                                     |  |                            |                                     |  |  |  |  |  |  |  |                        |
|                     | Arnošt August Brunšvicko-Lüneburský |  |                            |                                     |  |  |  |  |  |  |  |                        |
|                     |                                     |  |                            |                                     |  |  |  |  |  |  |  |                        |
|                     |                                     |  |                            | Anna Eleonora Hesensko-Darmstadtská |  |  |  |  |  |  |  |                        |
|                     |                                     |  |                            |                                     |  |  |  |  |  |  |  |                        |
|                     | Jiří I.                             |  |                            |                                     |  |  |  |  |  |  |  |                        |
|                     |                                     |  |                            |                                     |  |  |  |  |  |  |  |                        |
|                     |                                     |  |                            | Fridrich Falcký                     |  |  |  |  |  |  |  |                        |
|                     |                                     |  |                            |                                     |  |  |  |  |  |  |  |                        |
|                     | Žofie Hannoverská                   |  |                            |                                     |  |  |  |  |  |  |  |                        |
|                     |                                     |  |                            |                                     |  |  |  |  |  |  |  |                        |
|                     |                                     |  |                            | Alžběta Stuartovna                  |  |  |  |  |  |  |  |                        |
|                     |                                     |  |                            |                                     |  |  |  |  |  |  |  |                        |
|                     | Žofie Dorotea Hannoverská           |  |                            |                                     |  |  |  |  |  |  |  |                        |
|                     |                                     |  |                            |                                     |  |  |  |  |  |  |  |                        |
|                     |                                     |  |                            | Jiří Brunšvicko-Lüneburský          |  |  |  |  |  |  |  |                        |
|                     |                                     |  |                            |                                     |  |  |  |  |  |  |  |                        |
|                     | Jiří Vilém Brunšvicko-Lüneburský    |  |                            |                                     |  |  |  |  |  |  |  |                        |
|                     |                                     |  |                            |                                     |  |  |  |  |  |  |  |                        |
|                     |                                     |  |                            | Anna Eleonora Hesensko-Darmstadtská |  |  |  |  |  |  |  |                        |
|                     |                                     |  |                            |                                     |  |  |  |  |  |  |  |                        |
|                     | Žofie Dorotea z Celle               |  |                            |                                     |  |  |  |  |  |  |  |                        |
|                     |                                     |  |                            |                                     |  |  |  |  |  |  |  |                        |
|                     |                                     |  |                            | Alexandr II. Desmier d'Olbreuse     |  |  |  |  |  |  |  |                        |
|                     |                                     |  |                            |                                     |  |  |  |  |  |  |  |                        |
|                     | Éléonore d'Olbreuse                 |  |                            |                                     |  |  |  |  |  |  |  |                        |
|                     |                                     |  |                            |                                     |  |  |  |  |  |  |  |                        |
|                     |                                     |  |                            | Jacquette Poussard de Vandré        |  |  |  |  |  |  |  |                        |
|                     |                                     |  |                            |                                     |  |  |  |  |  |  |  |                        |